# Hessematris
En funktions hessematris, alt. hessian, är en kvadratisk matris innehållande funktionens alla partiella andraderivator.
Låt {\displaystyle f(x_{1},x_{2},\dots ,x_{n})\,\!} vara en funktion med existerande andraderivator. Då kan funktionens partiella andraderivator ordnas i funktionens hessian enligt:
{\displaystyle H(f)_{ij}(x)=D_{i}D_{j}f(x),\,\!}
där {\displaystyle x=(x_{1},x_{2},...,x_{n}),\,\!} och {\displaystyle D_{i}\,\!} är differentieringsoperatorn med avseende på det i:te argumentet, alltså
{\displaystyle H(f)={\begin{pmatrix}{\frac {\partial ^{2}f}{\partial x_{1}^{2}}}&{\frac {\partial ^{2}f}{\partial x_{1}\,\partial x_{2}}}&\cdots &{\frac {\partial ^{2}f}{\partial x_{1}\,\partial x_{n}}}\\\\{\frac {\partial ^{2}f}{\partial x_{2}\,\partial x_{1}}}&{\frac {\partial ^{2}f}{\partial x_{2}^{2}}}&\cdots &{\frac {\partial ^{2}f}{\partial x_{2}\,\partial x_{n}}}\\\\\vdots &\vdots &\ddots &\vdots \\\\{\frac {\partial ^{2}f}{\partial x_{n}\,\partial x_{1}}}&{\frac {\partial ^{2}f}{\partial x_{n}\,\partial x_{2}}}&\cdots &{\frac {\partial ^{2}f}{\partial x_{n}^{2}}}\end{pmatrix}}.}
Hessianer används främst inom optimering.

## Symmetri
Om funktionen {\displaystyle f(x)=f(x_{1},x_{2},...,x_{n})\,\!} har kontinuerliga andraderivator, gäller att 
{\displaystyle f''_{jk}=f''_{kj}.\,\!}
Om så är fallet kommer funktionens hessian att bli en symmetrisk matris.

## Hessianer och taylorutvecklingar
Taylorutveckling av andra ordningen till en funktion med två variabler ser ut som följer:
Låt funktionen {\displaystyle f(x,y)\,\!} vara en funktion med (åtminstone) kontinuerliga tredjederivator i den öppna mängden M, och antag att punkten (a, b) tillhör M. Då ser taylorutvecklingen kring denna punkt ut enligt följande:
{\displaystyle f(a+h,b+k)=f(a,b)+f_{x}^{'}(a,b)h+f_{y}^{'}(a,b)k+{\frac {1}{2}}(f_{xx}^{''}(a,b)h^{2}+2f_{xy}^{''}(a,b)hk+f_{yy}^{''}(a,b)k^{2})+(h^{2}+k^{2})^{3/2}B(h,k),\,\!}
där B(h, k) är en begränsad funktion i en omgivning av origo.
Vid funktionsstudier är den tredje termen
{\displaystyle Q(h,k)=f_{xx}^{''}(a,b)h^{2}+2f_{xy}^{''}(a,b)hk+f_{yy}^{''}(a,b)k^{2}\,\!}
viktig för att avgöra om punkten (a, b) är lokalt maximum, lokalt minimum eller ingetdera. Denna term ger den kvadratiska formen. Genom att ordna termernas koefficienter (de partiella andraderivatorna) i en symmetrisk matris,
{\displaystyle H(f)={\begin{pmatrix}{\frac {\partial ^{2}f}{\partial x_{1}^{2}}}&{\frac {\partial ^{2}f}{\partial x_{1}\,\partial x_{2}}}\\\\{\frac {\partial ^{2}f}{\partial x_{2}\,\partial x_{1}}}&{\frac {\partial ^{2}f}{\partial x_{2}^{2}}}\end{pmatrix}},\,\!}
kan man ta fram matrisens egenvärden, och med hjälp av dessa också hur funktionen beter sig kring punkten (a, b) (se längre ner). Matrisen är, som synes, funktionens hessian.
För en funktion av n variabler fungerar det på liknande sätt. Där erhålls den kvadratiska formen för en funktion {\displaystyle f(x_{1},x_{2},\cdots ,x_{n})} kring punkten {\displaystyle a=(a_{1},a_{2},\cdots ,a_{n})} enligt
{\displaystyle Q(h)=\sum _{j,k=1}^{n}f_{jk}^{''}(a)h_{j}h_{k},\,\!}
och den tillhörande hessianen får sitt karakteristiska utseende.

## Funktionsstudier med hessianer
Vid funktionsstudier kan det vara av intresse att veta till exempel om funktionen är konvex eller konkav.
Vi antar att funktionen {\displaystyle f(x)\,\!} av flera variabler, är en två gånger deriverbar funktion definierad på en konvex mängd M. Då gäller att :
- {\displaystyle f(x)\,\!} är en konvex funktion på M om dess hessian är positivt semi-definit för alla {\displaystyle x\in M.\,\!}
- {\displaystyle f(x)\,\!} är en strikt konvex funktion på M om dess hessian är positivt definit för alla {\displaystyle x\in M.\,\!}
- {\displaystyle f(x)\,\!} är en konkav funktion på M om dess hessian är negativt semi-definit för alla {\displaystyle x\in M.\,\!}
- {\displaystyle f(x)\,\!} är en strikt konkav funktion på M om dess hessian är negativt definit för alla {\displaystyle x\in M.\,\!}

För att avgöra hessianens teckenkaraktär kan man undersöka hessianens egenvärden. Genom att lösa sekularekvationen
{\displaystyle \det(H(f)-\lambda I)=0,\,\!}
där I är identitetsmatrisen, kommer vi att få ut hessianens egenvärden {\displaystyle \lambda _{1},\lambda _{2},\cdots ,\lambda _{n}.\,\!} För dessa gäller:
Om alla {\displaystyle \lambda _{i}\geq 0\,\!} är hessianen positivt semi-definit.
Om alla {\displaystyle \lambda _{i}>0\,\!} är hessianen positivt definit.
Om alla {\displaystyle \lambda _{i}\leq 0\,\!} är hessianen negativt semi-definit.
Om alla {\displaystyle \lambda _{i}<0\,\!} är hessianen negativt definit.
Om ingen av dessa gäller, är funktionen indefinit, och således varken konvex eller konkav.
Detta kan användas på en funktion för att se om den vid någon viss punkt {\displaystyle a=(a_{1},a_{2},\cdots ,a_{n})\,\!} har lokalt extremvärde. Det är precis detta man applicerar på kvadratiska former (se taylorutveckling av andra ordningen i flera variabler).